# Letharia vulpina
Letharia vulpina, in het Engels wel aangeduid als wolf lichen en in het Duits als Wolfsflechte (hoewel de soortnaam vulpina, van vulpine afgeleid is van de vos), is een korstmos uit de familie Parmeliaceae. Het is helder geelgroen van kleur en heeft een zeer vertakte vorm. De soort groeit op levende en dode coniferen in Europa en het westen van Noord-Amerika. De soort is enigszins giftig voor zoogdieren en is gebruikt als gif tegen wolven en vossen. Het is door de oorspronkelijke bewoners van Noord-Amerika ook gebruikt als pigment. 